# Breydin
Breydin település Németországban, azon belül Brandenburgban. Lakosainak száma 825 fő (2023. december 31.). Breydin Falkenberg (Mark), Sydower Fließ és Melchow községekkel határos.

## Népesség
A település népességének változása:
| Lakosok száma | 808  | 757  | 760  | 803  | 832  | 825  |
|               | 2014 | 2017 | 2019 | 2021 | 2022 | 2023 |